# アドロン・チェンバース
アドロン・ラマー・チェンバース（Adron Lamar Chambers  , 1986年10月8日 - ）は、 アメリカ合衆国フロリダ州ペンサコーラ出身の元プロ野球選手（外野手）。右投左打。

## 経歴

### プロ入り前
ペンサコーラ高校在籍時は、アメリカンフットボールをプレーしていた。その時の、ポジションはクオーターバックだった。
ミシシッピ州立大学に、アメリカンフットボールのスポーツ推薦で進学する。
その後、野球に転向しペンサコーラ大学に、転校した。

### カージナルス時代

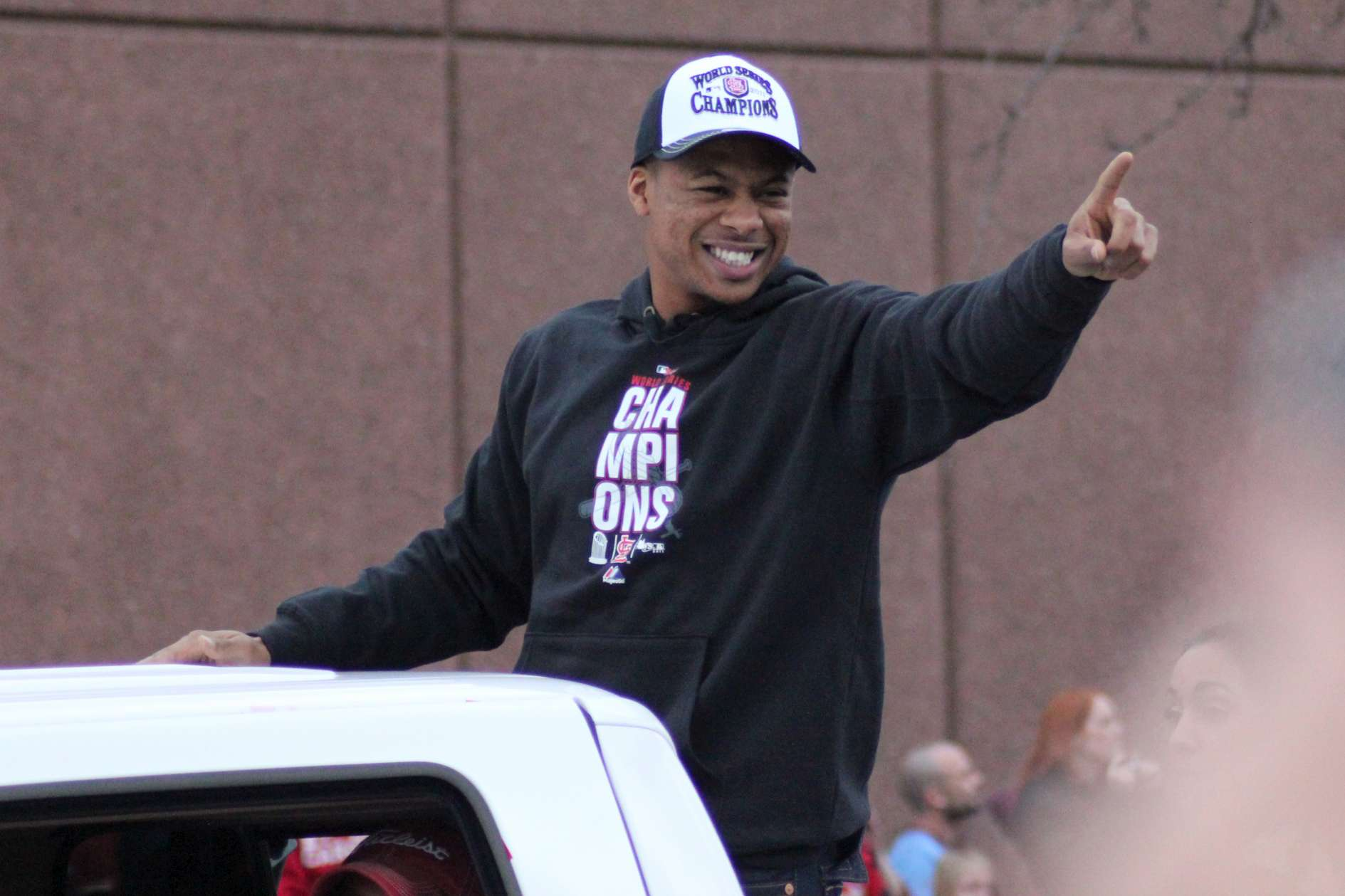
優勝パレード(2011年)

2007年のMLBドラフトでセントルイス・カージナルスにドラフト38巡目（全体1153位）で指名され入団。この年は、傘下アドバンスルーキー級のジョンソンシティ・カージナルスで36試合に出場した。
2008年は、A級クァッドシティ・リバーバンディッツに昇格した。
2009年は、A+級パームビーチ・カージナルスに昇格した。
2010年は、AA級スプリングフィールド・カージナルスとAAA級メンフィス・レッドバーズでプレーした。
2011年9月6日にセプテンバーコールアップでメジャーに昇格し、同日メジャーデビューを果たした。10月28日には、怪我で離脱したマット・ホリデイに替わってこの年のワールドシリーズにロースター入りした。
2012年は、マイナーとメジャーを行き来した。
2013年も、前年同様マイナーとメジャーを行き来した。この年のナショナルリーグチャンピオンシップシリーズにはロースター入りした。11月5日に、FAとなった。

### カージナルス退団後
2013年11月に、ヒューストン・アストロズとマイナー契約を結んだ。
2014年は、スプリングトレーニングに14試合出場した後、AAA級オクラホマシティ・レッドホークスに異動した。開幕戦に、中堅手でスタメン入りしたものの、4回に左薬指を負傷しDL入りした。5月11日に、復帰した。6月12日にアレハンドロ・ソラルテとウィル・デュポンとのトレードでトロント・ブルージェイズへ移籍し、傘下AAA級バッファロー・バイソンズへ異動した。オフに、FAとなった。12月23日に、シカゴ・カブスとマイナー契約を結んだ。
2015年11月6日に自由契約となり、オフはベネズエラのウィンターリーグでプレー。
2016年6月13日に独立リーグ・アトランティックリーグのブリッジポート・ブルーフィッシュと契約するが、30試合の出場で打率.218にとどまり、7月26日に解雇となる。29日にアメリカン・アソシエーションのゲーリー・サウスショア・レイルキャッツと契約。8月4日にトレードでカナディアン・アメリカン・リーグのオタワ・チャンピオンズに移籍。
2017年はオタワ・チャンピオンズと再契約したが、6月3日に同リーグのサセックスカウンティ・マイナーズに移籍。

### フィリーズ傘下時代
2018年2月12日に、フィラデルフィア・フィリーズとマイナー契約を結んだ。8月3日に自由契約となった。

### フィリーズ退団後
2019年はこの年からフロンティアリーグに加盟したオタワ・チャンピオンズに復帰。シーズン終了後に退団した。

## 詳細情報

### 年度別打撃成績
| 年 度    | 球 団    | 試 合 | 打 席 | 打 数 | 得 点 | 安 打 | 二 塁 打 | 三 塁 打 | 本 塁 打 | 塁 打 | 打 点 | 盗 塁 | 盗 塁 死 | 犠 打 | 犠 飛 | 四 球 | 敬 遠 | 死 球 | 三 振 | 併 殺 打 | 打 率 | 出 塁 率 | 長 打 率 | O P S |
| -------- | -------- | ----- | ----- | ----- | ----- | ----- | -------- | -------- | -------- | ----- | ----- | ----- | -------- | ----- | ----- | ----- | ----- | ----- | ----- | -------- | ----- | -------- | -------- | ----- |
| 2011     | STL      | 18    | 8     | 8     | 2     | 3     | 0        | 1        | 0        | 5     | 4     | 0     | 0        | 0     | 0     | 0     | 0     | 0     | 1     | 0        | .375  | .375     | .625     | 1.000 |
| 2012     | STL      | 41    | 62    | 54    | 4     | 12    | 0        | 2        | 0        | 16    | 4     | 2     | 1        | 2     | 0     | 5     | 2     | 1     | 18    | 0        | .222  | .300     | .296     | .596  |
| 2013     | STL      | 25    | 29    | 26    | 5     | 4     | 1        | 0        | 0        | 5     | 1     | 0     | 1        | 0     | 0     | 3     | 2     | 0     | 11    | 0        | .154  | .241     | .192     | .434  |
| MLB：3年 | MLB：3年 | 84    | 99    | 88    | 11    | 19    | 1        | 3        | 0        | 26    | 9     | 2     | 2        | 2     | 0     | 8     | 4     | 1     | 30    | 0        | .216  | .289     | .295     | .584  |

- 2017年度シーズン終了時

### 背番号
- 56（2011年 - 2013年）